# Sóán

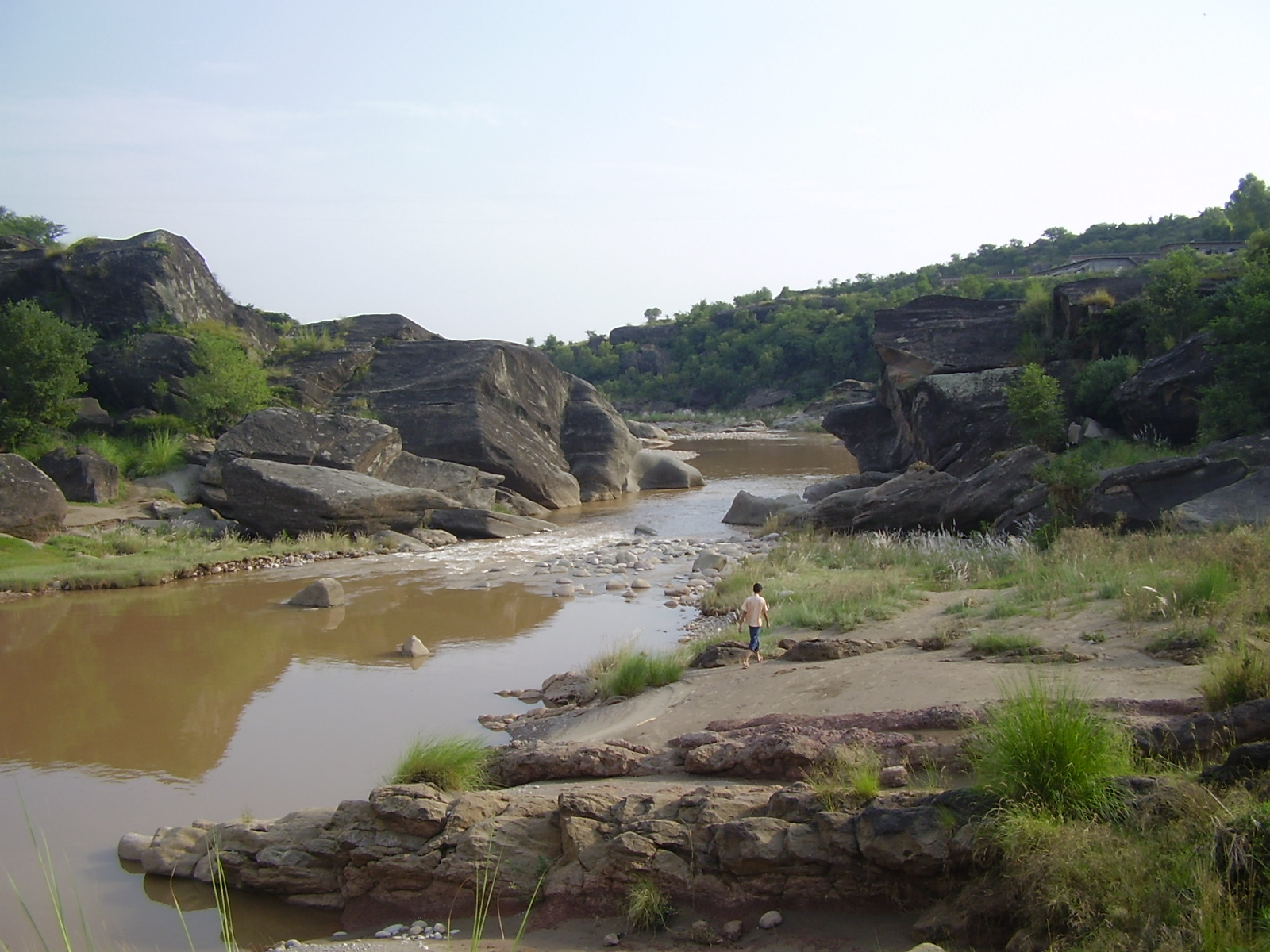
Řeka Sóán

Sóán (urdsky: سون ) je řeka v Paňdžábu v Pákistánu. Je přítokem Indu.

## Historie
Nejstarší důkazy o lidské existenci (před 100 000 až 150 000 lety) v Pákistánu byly nalezeny v údolí řeky na náhorní plošině Pothohar v pákistánské provincii Pandžáb. Tato lidská aktivita nazývaná kulturou Sóán byla objevená ve formě opracovaných křemecových valounů (pebble tools) rozptýlených podél řeky.
V údolí Péšávaru (Peshawar) starověké Gandháry jsou důkazy o osídlení v době kamenné. Poblíž jeskyně Sangao byly nalezeny kamenné nástroje a spálené kosti odhadovaného stáří 15 000 let.